# 카를로스 아푸
카를로스 아푸(Carlos Afu, 1952년 2월 29일 ~ )는 지난날 미국 유학을 다녀온 20세기 파나마 기업가 출신이며 기업가 은퇴 후 파나마의 외교관 겸 정치가 활동을 하였다.